# Namaqualand
Namaqualand (psáno také Namakwaland) je region na jihozápadě Afriky o rozloze okolo 440 000 km², rozdělený mezi Namibii a Jihoafrickou republiku. Jmenuje se podle původních obyvatel z khoikhoiského etnika Nama. Ve 21. století tvoří většinu místní populace Afrikánci, největším městem je Springbok.
Namaqualand leží jižně od obratníku Kozoroha podél pobřeží Atlantského oceánu, protéká jím Oranžská řeka, která ho dělí na Velký Namaqualand na severu a Malý Namaqualand na jihu. Krajina je skalnatá a vyprahlá, pouze v období dešťů od srpna do září rozkvetou četné pestrobarevné rostliny, tento úkaz je oblíbenou turistickou atrakcí. Oblast je známá bohatými ložisky diamantů, část Velkého Namaqualandu nazývaná Sperrgebiet byla od roku 1908 uzavřenou oblastí, do níž měli přístup pouze zaměstnanci těžařské firmy De Beers. Pro zachovanou unikátní přírodu zde byl roku 2009 vyhlášen národní park, kde se vyskytuje okolo tisícovky endemických druhů rostlin. Dalšími chráněnými územími jsou Richtersveld (zařazený na seznam Světové dědictví) a Goegap. Významnými ekonomickými aktivitami jsou těžba zlata, mědi a zinku nebo rybolov.